# 赤崁地下水庫
赤崁地下水庫，位於台灣澎湖縣白沙鄉赤崁盆地北端，為台灣首座且營運中之地下水庫。水庫於1985年7月開工，於1986年8月30日完工，並於1987年11月17日啟用營運至今。集水面積2.14平方公里，總蓄水量約為6,590,000立方公尺。主要功能在於解決馬公地區民生用水及赤崁地區農業灌溉用水之問題。

## 沿革
赤崁地下水庫興建計畫是為了增加澎湖縣內可利用的水資源，由台灣省水利局規劃辦理，經台灣省政府建設廳及審計處同意，由水利局負責施工。

## 結構
赤崁地下水庫主要利用赤崁盆地之地形，設置地下截水牆攔截地下水加以貯蓄而成。地下截水牆長度為820公尺、寬度（厚度）為0.55公尺。

## 腳註
1. 1 2  水利五十年紀念專輯，臺灣省政府水利處編，1997年出版。

## 外部連結
- 經濟部水利署 （页面存档备份，存于）
- 經濟部水利署第六河川局 （页面存档备份，存于）
- 台灣自來水公司第七區管理處 （页面存档备份，存于）